# Barrancas y Guanal López Portillo
Barrancas y Guanal López Portillo es una localidad del municipio de Centro ubicado en la subregión centro del estado mexicano de Tabasco.

## Geografía
La localidad de Barrancas y Guanal López Portillo se sitúa en las coordenadas geográficas 18°00′56″N 92°48′31″O / 18.015556, -92.808611, a una elevación de 3 metros sobre el nivel del mar.

## Demografía
Según el Conteo de Población y Vivienda 2020, efectuado por el Instituto Nacional de Estadística y Geografía, la localidad de Barrancas y Guanal López Portillo tiene 458 habitantes, de los cuales 239 son del sexo masculino y 219 del sexo femenino. Su tasa de fecundidad es de 2.52 hijos por mujer y tiene 101 viviendas particulares habitadas.
| Gráfica de evolución demográfica de Barrancas y Guanal López Portillo entre 1990 y 2020 |
|                                                                                         |
| INEGI.                                                                                  |